# 성조기의 행진
《성조기의 행진》(星條旗의 行進, Yankee Doodle Dandy, 양키 두들 댄디)은 미국에서 제작된 마이클 커티즈 감독의 1942년 드라마 영화이다. The Man Who Owned Broadway라는 제목으로도 알려져 있다. 제임스 카그니 등이 주연으로 출연하였고 할 B. 월리스 등이 제작에 참여하였다.

## 줄거리
제2차 세계 대전 초기에 조지 코핸은 은퇴에서 돌아와 로저스와 하트의 뮤지컬 《I'd Rather Be Right》에서 루스벨트 대통령 역으로 출연한다. 쇼의 첫날 밤, 그는 백악관으로 불려가 대통령을 만나고, 대통령은 그에게 의회 명예 황금 훈장을 수여한다. 코핸은 감격하여 루스벨트와 이야기를 나누며 무대에서의 초기 시절을 회상한다.
영화는 코핸이 보드빌 무대에서 그의 아버지가 공연하는 동안 7월 4일에 태어났다는 가상의 회상으로 플래시백한다.
코핸과 그의 누이는 춤을 배우자마자 가족 공연에 합류하고, 곧 더 포 코핸스는 성공적으로 공연한다. 그러나 조지는 성장하면서 건방져지고 문제를 일으켜 극장 제작자들에게 블랙리스트에 오른다. 그는 공연을 떠나 자신의 노래를 제작자들에게 팔려고 하지만 성공하지 못한다.
또 다른 고군분투하는 작가인 샘 해리스와 파트너십을 맺은 코핸은 마침내 제작자의 관심을 끌고 성공의 길을 걷게 된다. 그는 젊은 가수/댄서인 메리와 결혼한다. 그의 명성이 높아지면서, 그는 이제 고군분투하는 부모를 설득하여 자신의 공연에 합류시키고, 결국 자신의 귀중한 극장 재산을 그들의 이름으로 귀속시킨다. 코핸은 은퇴하지만 여러 차례 무대로 돌아와 결국 미국 대통령 역으로 절정을 이룬다.
영화는 조지가 의회 명예 황금 훈장을 받은 백악관으로 돌아온다. 코핸은 떠나면서 계단을 탭댄스로 내려온다. 밖에서 코핸은 군인들이 "오버 데어"를 부르는 군사 퍼레이드에 합류한다. 처음에는 그는 노래하지 않는다. 군인 중 한 명이 코핸이 그 노래의 작곡가인지 모른 채 가사를 아는지 묻는다. 코핸은 미소를 지으며 "알고 있다고 생각합니다"라고 답하며 함께 노래하기 시작한다.

## 출연

### 주연
- 제임스 카그니
- 조안 레슬리

### 조연
- 월터 휴스턴
- 리처드 워프
- 조지 토비아스
- 로즈마리 드 캠프

## 기타
- 음향: 나단 레빈슨
- 미술: 칼 줄리스 웨일
- 의상: 밀로 앤더슨